# Otto John Firestone
Otto John „Jack“ Firestone (geboren als Otto Feuerstein 17. Januar 1913 in Wien, Österreich-Ungarn; gestorben 14. Oktober 1993) war ein kanadischer Ökonom.

## Leben
Otto Feuerstein war der Sohn des Rechtsanwalts Bruno Feuerstein, später Bruce Murray Firestone, und der Regina Seaman. Feuerstein studierte Rechts- und Staatswissenschaften an der Universität Wien und wurde 1936 promoviert. Im selben Jahr emigrierte er nach England.
Ab 1938 studierte er an der London School of Economics und an der London University. 1940 wurde er als Enemy Alien interniert und nach Kanada verschifft. Er machte dort 1942 einen M.A. an der McGill University in Montreal. Firestone arbeitete von 1942 bis 1960 als Ökonom für die Kanadische Regierung. Er heiratete 1947 die kanadische Pianistin Isabel Torontow, sie hatten vier Kinder. In zweiter Ehe war er seit 1978 mit Barbara McMahon verheiratet.

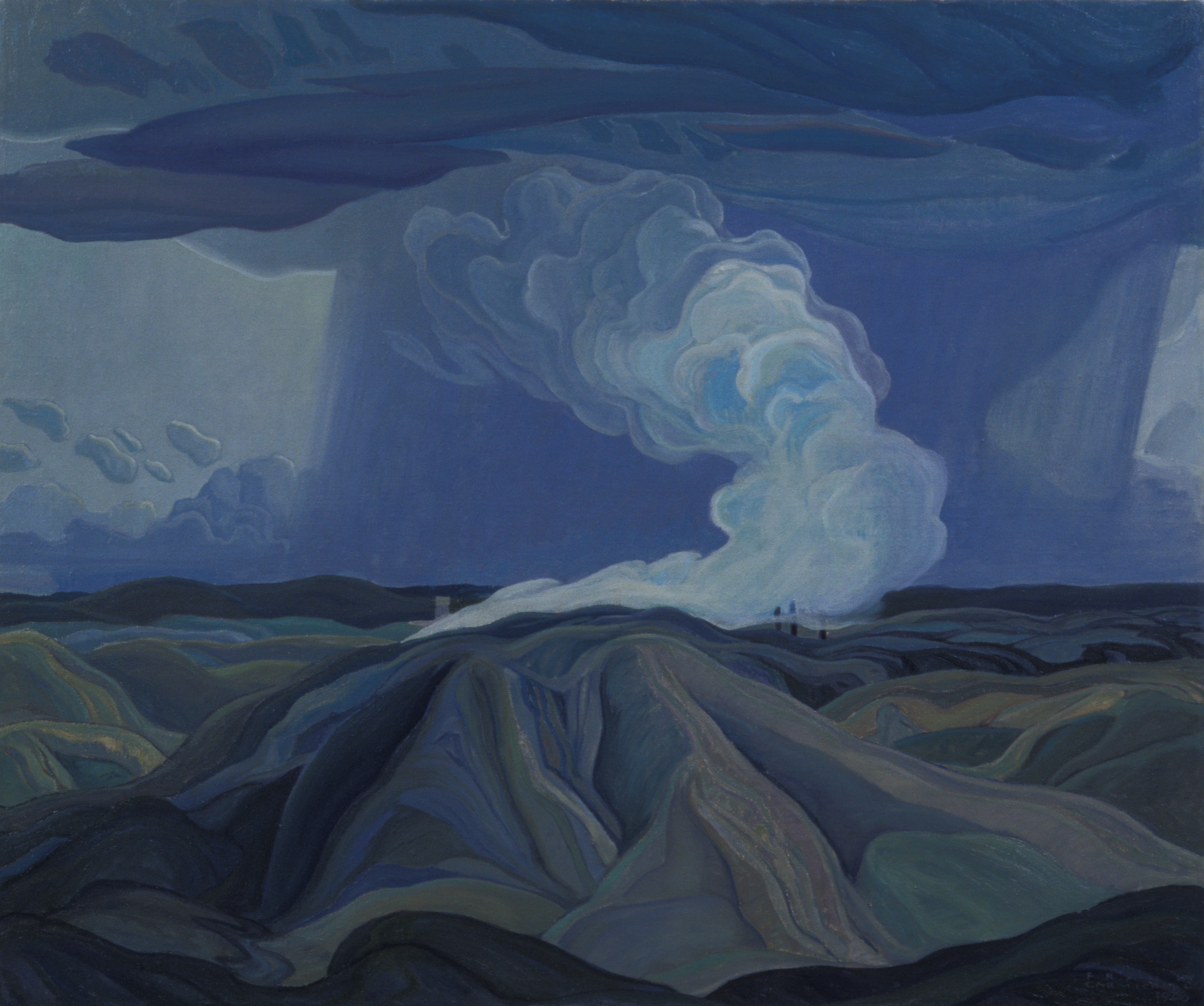
Franklin Carmichael: The Nickel Belt (1928) in der Firestone Art Collection

Im Jahr 1960 wurde er Ökonomieprofessor an der Universität Ottawa. Er wurde wiederholt als Berater in Regierungskommissionen zur Gesundheitspolitik und zur Sozialpolitik berufen.
Er wurde 1953 mit der Queen Elizabeth II Coronation Medal ausgezeichnet. Er erhielt 1975 die Ehrendoktorwürde der Hanyang-Universität, Seoul.
Seine Familie stiftete 1972 die Firestone Art Collection mit einer Sammlung von mehr als 1600 Objekten kanadischer Kunst des 20. Jahrhunderts. Die Sammlung wird von der städtischen Ottawa Art Gallery (OAG) kuratiert. Otto Jack Firestone verfasste  als Vorsitzender der Stiftung zwei Kunstbände.

## Schriften (Auswahl)
- Problems of economic growth, three essays and economic projections for Canada, 1961–1991. 1965.
- Economic implications of advertising. 1967.
- Industry and education; a century of Canadian development. 1968.
- The public persuader: government advertising. 1970.
- Economic implications of patents. Ottawa: Univ. of Ottawa Pr., 1971.
- Firestone Art Collection. 1978.
- The Other A.Y. Jackson. 1979.